# Theobald Fuchs (Autor)

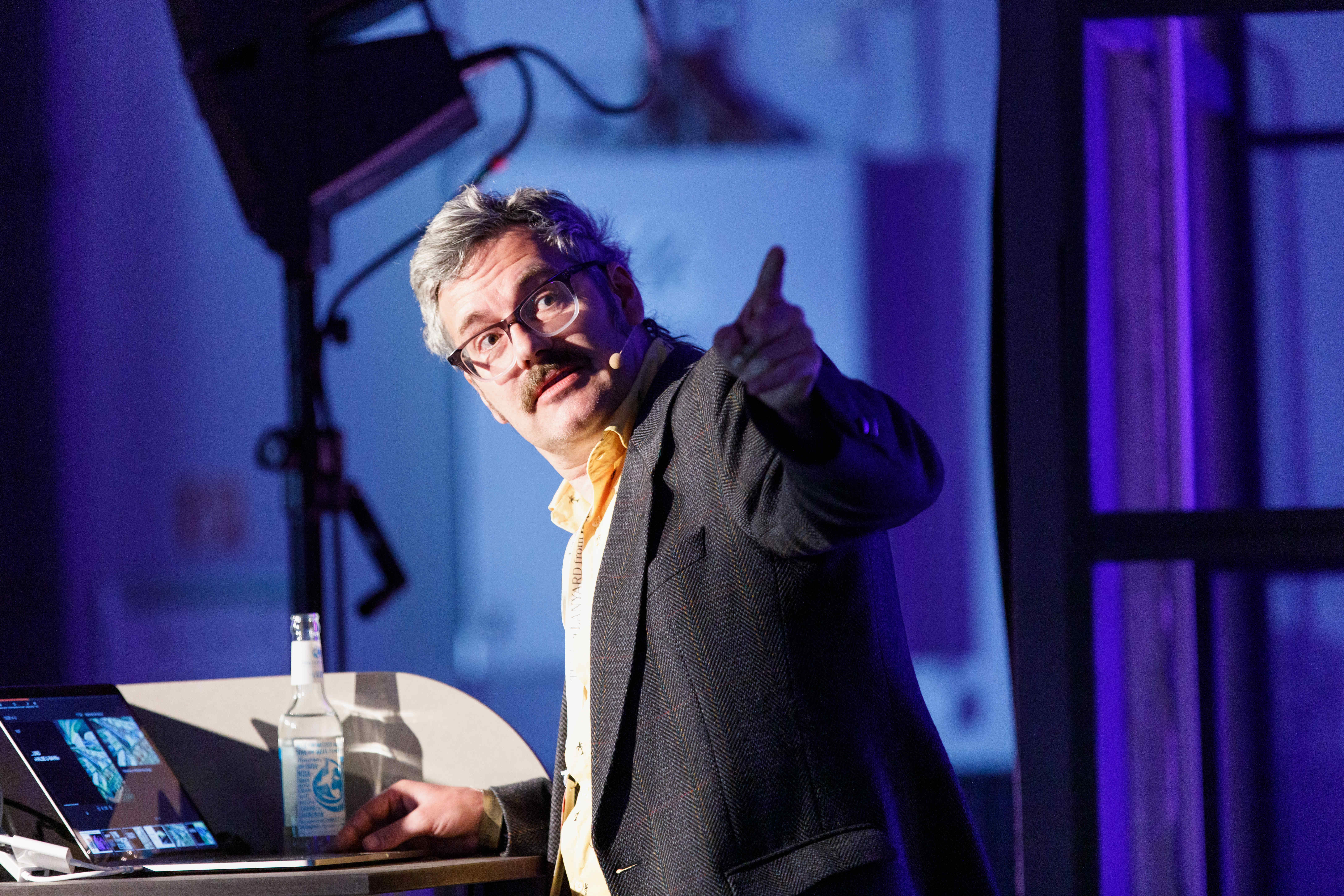
Theobald Fuchs, 2019

Theobald Otto Johann Fuchs (* 1969 in Artelshofen) studierte Germanistik, Mathematik und Physik und promovierte 1998 in Erlangen. Er ist Mitglied der Deutschen Physikalischen Gesellschaft und Mitgestalter der Veranstaltungsreihe Radio Bernstein in der Galerie Bernsteinzimmer. Seit 1997 schreibt Fuchs Glossen für die Satirezeitschrift Salbader. Später begann er, im Magazin Titanic unter der Rubrik Vom Fachmann für Kenner lustige Miniaturen zu veröffentlichen und Beiträge für die Kolumne Fürther Freiheit in den Fürther Nachrichten zu erdichten. 2014 gewann er den Jurypreis des Fränkischen Krimipreises. 2016 erschien sein erster Kriminalroman Niemand ruht ewig bei ars vivendi Verlag. Ende 2019 folgte sein zweiter Krimi Der zweite Krautwickel beim gleichen Verlag.

## Werke
- Niemand ruht ewig. ars vivendi verlag, Cadolzburg 2016, ISBN 978-3-86913-632-5.
- Altstädter Friedhof in Erlangen, 14. Mai, 10 Uhr 30, meine 35. Beerdigung, die zahlreichen Nachkommen streiten am Grab um den Fernsehsessel des 73-Jährigen. ars vivendi, Cadolzburg 2017, ISBN 978-3-86913-862-6.
- Der zweite Krautwickel. ars vivendi verlag, Cadolzburg 2019, ISBN 978-3-7472-0095-7.